# Yashica
Yashica là hãng sản xuất máy ảnh Nhật Bản, hoạt động từ năm 1949 tới năm 2005, khi mà hãng chủ quản của họ là Kyocera tuyên bố dừng các hoạt động sản xuất máy ảnh phim. Năm 2008, thương hiệu Yashica hồi sinh với các sản phẩm do cộng đồng MF Jebsen Group tiêu thụ. Năm 2015, thương hiệu này được chuyển giao cho Công ty TNHH Yashica International.

## Lịch sử
Công ty Yashima Seiki được thành lập vào năm 1949 tại Nagano, Nhật Bản với số vốn điều lệ là 566 $. 8 nhân viên đầu tiên của công ty đều là thợ sửa đồng hồ. Họ ra mắt chiếc máy ảnh đầu tiên Yashimaflex vào tháng 6 năm 1953 – một chiếc TLR medium format khổ 6x6. Hệ thống ống kính do hãng Tomioka phụ trách, và đây cũng bắt đầu cho thời kỳ hợp tác lâu dài nhiều thập kỷ giữa 2 công ty này. Cuối năm 1953, công ty có tên chính thức là Công ty TNHH về công nghiệp thấu kính Yashima.
Năm 1957, Yashima thành lập chi nhánh tại New York có tên Yashica nhằm thâm nhập vào thị trường Mỹ. Cùng năm, họ ra mắt thành công dòng máy Yashica Mat và loạt máy quay phim 8mm. Tới cuối năm 1958, công ty đã có tới 1.982 nhân viên và chính thức đổi tên thành Yashica sau khi thâu tóm hãng máy ảnh Nicca để có được thiết kế và công nghệ sản xuất máy ảnh 35mm. Dòng máy ảnh đầu tiên của họ, Pentamatic, được ra mắt vào năm 1959 với ống kính Auto Yashinon 50mm/1.8. Tuy nhiên, họ không thể cạnh tranh trong thị trường SLR và buộc phải thiết kế dòng máy ngàm m42 phổ thông của hãng Contax/Pratika. Khoảng đầu năm 1960, họ mua lại hãng thấu kính Zunow, và bàn giao công nghệ hãng này cho Tomioka để sản xuất máy quay 8mm. 
Tháng 12 năm 1965, Yashica nổi tiếng sau khi giới thiệu thành công dòng máy điện phổ thông đầu tiên của lịch sử, chiếc Electro 35, đem lại cho hãng hơn 8 triệu sản phẩm tiêu thụ trên toàn thế giới. Họ tiếp tục bành chướng thị trường, và tới tháng 8 năm 1968, họ thâu tóm luôn hãng thấu kính của mình là Tomioka – một trong những hãng thấu kính lớn nhất Nhật Bản vào thời điểm đó. Doanh số kinh doanh lớn giúp hãng quyết định đầu tư nhiều vào dòng máy SLR 35mm, và dừng việc sản xuất máy TLR với chiếc Yashica Mat-124 vô cùng nổi tiếng. Chiếc SLR tiêu biểu của họ thời kỳ này là TL Electro-X ngàm m42 với hệ thống đo sáng TTL nhằm cạnh tranh với dòng máy Pentax Spotmatic.
Năm 1973, Yashica hợp tác cũng hãng máy ảnh Đức Contax nhằm phát triển dòng máy cao cấp RTS ("Real Time System"). Dòng máy Contax/Yashica này được trang bị hệ thống ống kính độc quyền từ Carl Zeiss ngàm C/Y hoàn toàn mới. F. Alexander Porsche Group là đơn vị trực tiếp nghiên cứu hệ thống quang học và thấu thị cho những ống kính này. RTS được ra mắt vào năm 1974 tại hội chợ Photokina và nhận được sự đón nhận tích cực, thúc đẩy Yashica ra dòng máy của hãng có tên FX-1 (1975), FX-2 (1976) và sau đó là FR sử dụng mạch điện của RTS với những cải tiến về ngàm và chống chịu thời tiết. Hai dòng tiếp theo FR-I and FR-II được bày bán vào tháng 4 năm 1977. Năm 1979, Yashica giới thiệu dòng SLR cuối cùng có tên FX-3 hướng đến phân khúc khách hàng cao cấp. Tất cả các sản phẩm đều bán chạy và được sản xuất cho tới năm 2002.
Tháng 10 năm 1983, hãng sản xuất đa ngành Kyocera (Kyoto Ceramics) thâu tóm thương hiệu Yashica và lập tức đem lại nhiều cải tiến. Dòng máy ảnh FX-103 Program (1985) được tích hợp công nghệ của dòng máy Contax 159 mm, trở thành dòng máy đầu tiên của Yashica có hệ thống đo sáng flash TTL. Kể từ đó, toàn bộ máy ảnh của Yashica và Contax đều do Kyocera sản xuất. Trước sự thống trị của Minolta, hãng buộc phải nghiên cứu nhiều cải tiến, đặc biệt trong khả năng lấy nét của dòng máy 35mm. Sau khi Yashica thất bại hoàn toàn trong việc thương mại hóa dòng máy cao cấp, Kyocera liền ra mắt dòng máy bỏ túi và loại bỏ việc sản xuất máy ảnh SLR.
Năm 2005, Kyocera chấm dứt toàn bộ hoạt động của các thương hiệu Contax, Yashica, các sản phẩm liên quan tới máy ảnh phim và kỹ thuật số. Năm 2008, Yashica được nhượng quyền cho MF Jebsen Group của Hồng Kông, thuộc tập đoàn quốc tế JNC Datum Tech. Hãng bắt đầu sản xuất các sản phẩm máy ảnh kỹ thuật số, máy quay, đầu đọc DVD, thiết bị thu âm, thẻ nhớ và điện thoại di động. Tháng 3 năm 2015, Yashica thuộc về tập đoàn 100 Enterprises.

## Máy ảnh

### TLR

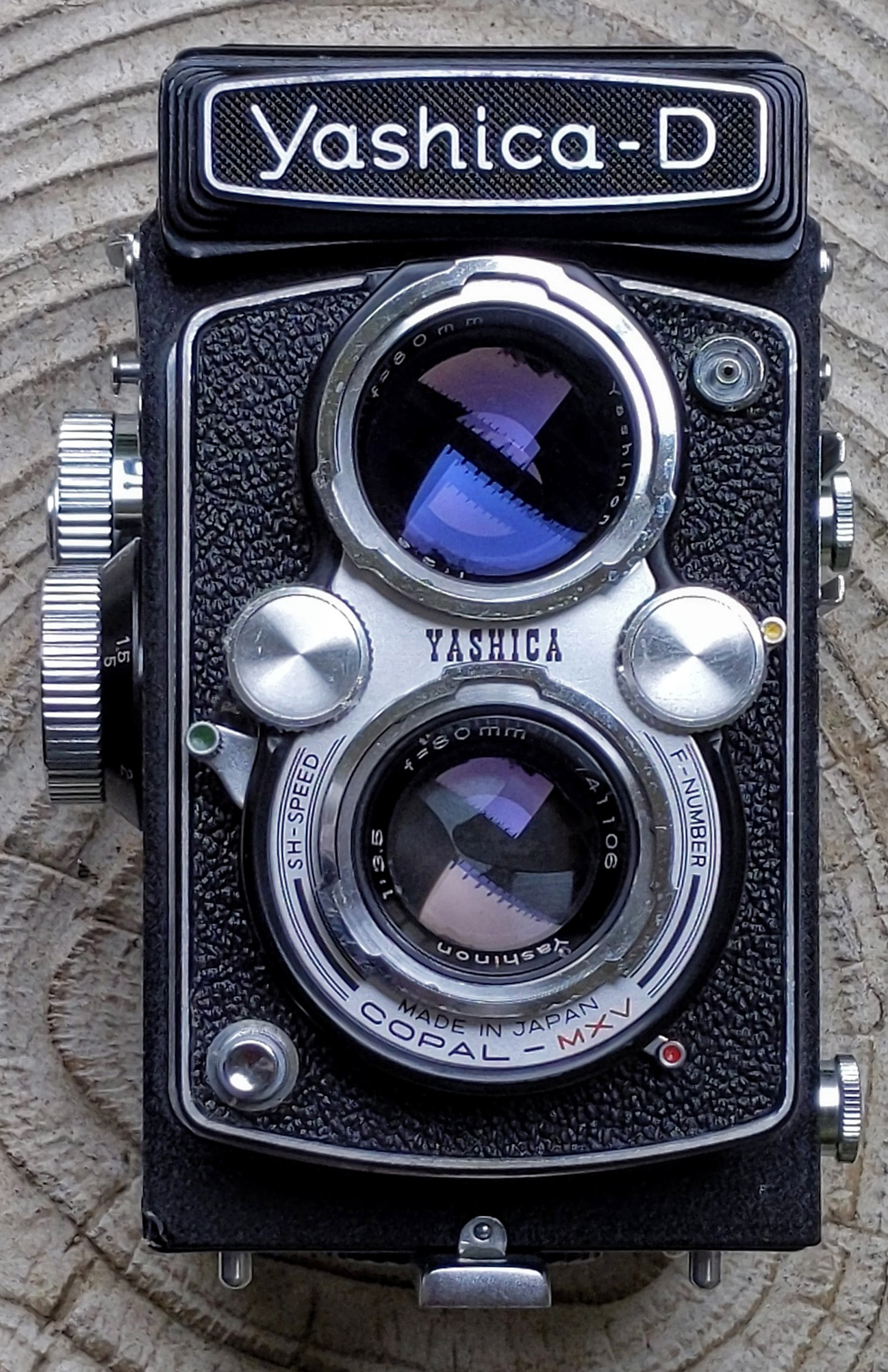
Máy ảnh Yashica-D

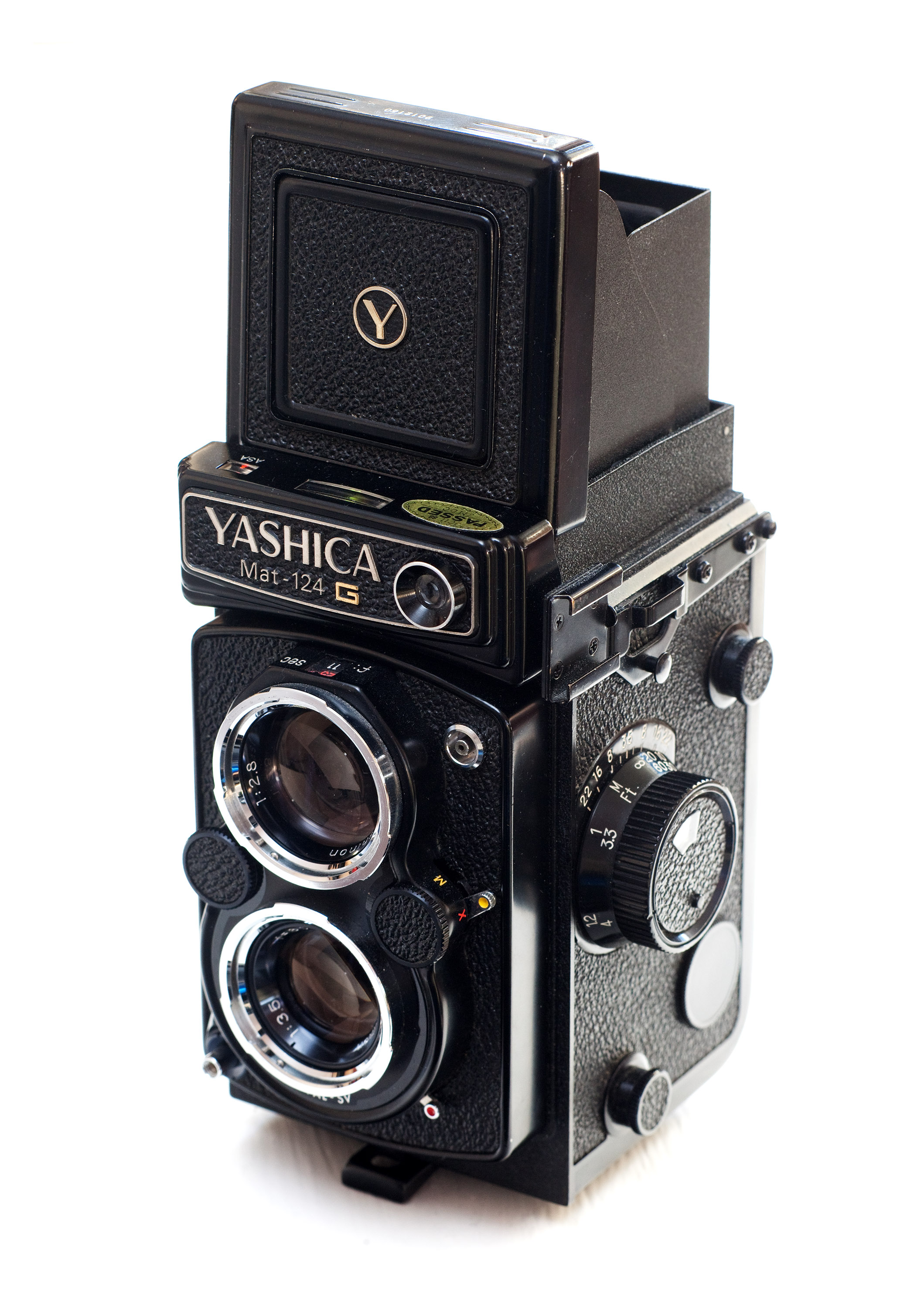
Máy ảnh Yashica Mat 124G

Hầu hết các máy ảnh của Yashica đều được coi là tân tiến bậc nhất của dòng máy TLR. Các máy đều được trang bị hệ thống đo sáng liền thân, và người sử dụng có thể tùy chỉnh tốc và khẩu độ mà không cần mang theo máy đo sáng rời. Máy cũng bao gồm khay sử dụng phim 120 và 220. Một trong những ưu điểm khác đó là màn trập và hệ thống lên phim được đồng bộ với cần lên phim, khác với hệ thống tách biệt của các dòng máy khác. Điều này đảm bảo việc chụp ảnh sẽ tránh hiện tượng vô tình chồng phim. 
- Pigeonflex (1953)
- Yashimaflex (1953)
- YashicaFlex (1953)
- MolfoReflex (1953)
- Yashicaflex A, AS I & II (1954)
- Yashica C (1955)
- Yashicaflex Rookie (1956)
- Yashica B (1957)
- Yashica LM (1957)
- Yashica-Mat (1957)
- Yashica A (1958),  D (1958)
- Yashica 44 (1958)
- Yashica-D (1958)
- Yashica 635 (1958)
- Yashica Auto (1959)
- Yashica Mat LM (1959)
- Yashica 44LM (1959)
- Yashica 44A (1960)
- Yashica Mat EM (1964)
- Yashica E (1964)
- Yashica 24 (1965)
- Yashica 12 (1967)
- Yashica-Mat 124 (1968)
- Yashica-Mat 124 G (1970)
- Yashica-Mat 124 B (1975) Brazil

### Rangefinder
| - Electro 35 - Electro 35 CC - Electro 35 MC - Electro 35 CCN - Electro 35 GL - Electro 35 GS - Electro 35 GSN - Electro 35 GT - Electro 35 GTN | - Electro 35 GX - Yashica 35 - Yashica 35-f - Yashica minister iii - Yashica 35J - Yashica EE - Yashica Lynx - Yashica MG-1 - Yashica Minimatic C - Yashica Minimatic S - Yashica Minimatic EL - Yashica Minister 700 - Yashica Minister D - Yashica Campus |

### SLR

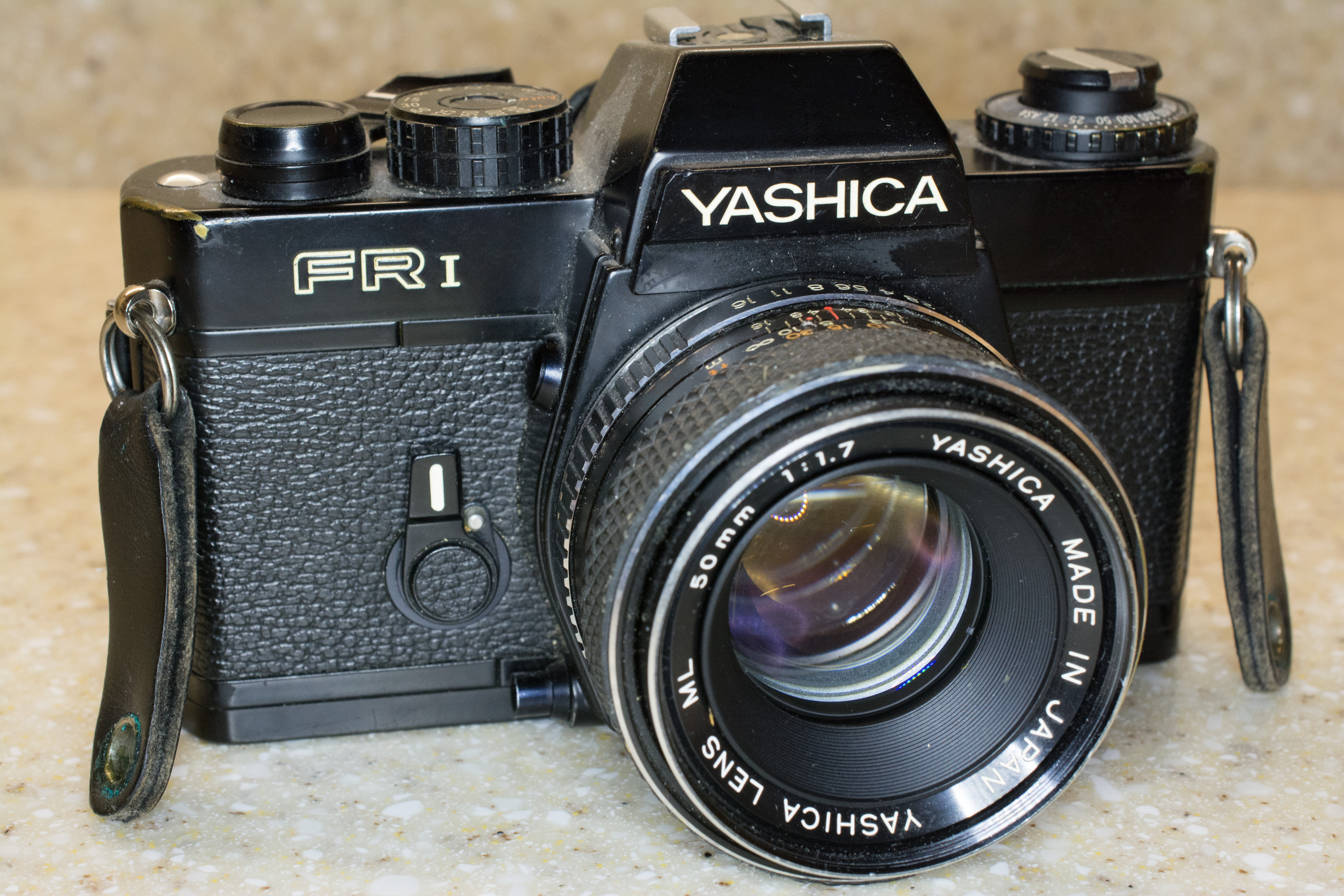
Máy ảnh SLR Yashica FR-I cùng ống kính ML 50 mm f1.7

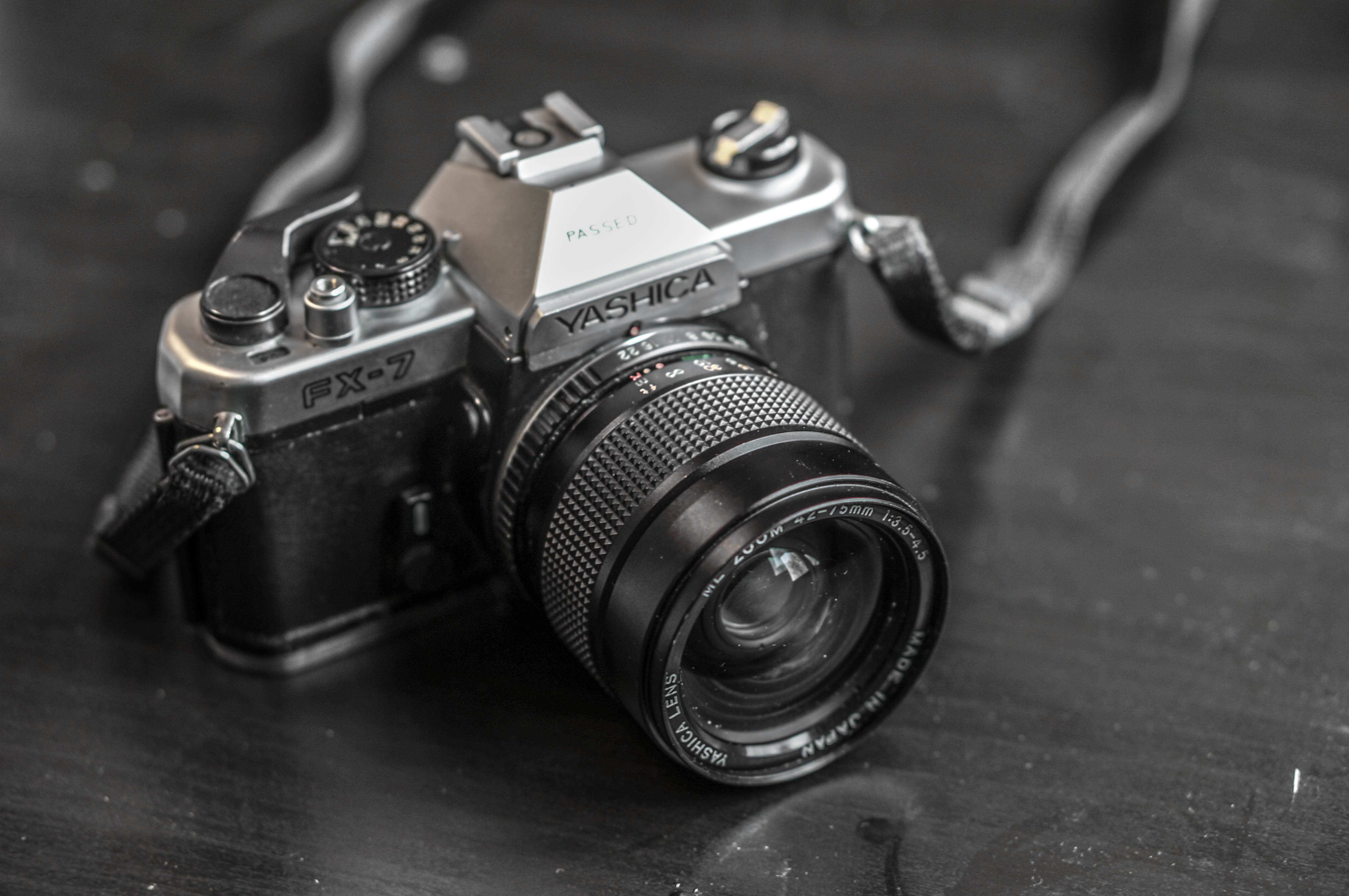
Máy ảnh Yashica FX-7 (1979–1984)

| - Electro-AX - Electro-X - FFT - FR - FR-I - FR-II - FX-1 - FX-2 - FX-3 - FX-3 Super - FX-3 Super 2000 - FX-7 - FX-7 Super - FX-8 (thị trường Trung Quốc) - FX-70 - FX-80 (thị trường Trung Quốc) - FX-103 - FX-800 Super (thị trường Trung Quốc) - FX-A (chỉ hơn 1.400 sản phẩm bày bán, thị trường Mỹ và châu ÂU) - FX-D - FX-D SE | - Penta J (và các dòng cải tiến J-3, J-5, J-7 và J-P) - Pentamatic - Pentamatic II - TL-E - TL Electro - TL-Electro-X - TL Super - 107MP/TR-7000/Revue AC-7/DAEWOO 107MP - 108MP/Revue AC-8/YODOBASHI CAMERA (thị trường Nhật Bản) - 109MP - 200AF - 210AF (thuộc Kyocera) - 230AF - 270AF/230 Super - 300AF - Dental Eye I - Dental Eye II - Dental Eye III/Medical Eye (thị trường Nhật Bản) |

### Máy ảnh bỏ túi

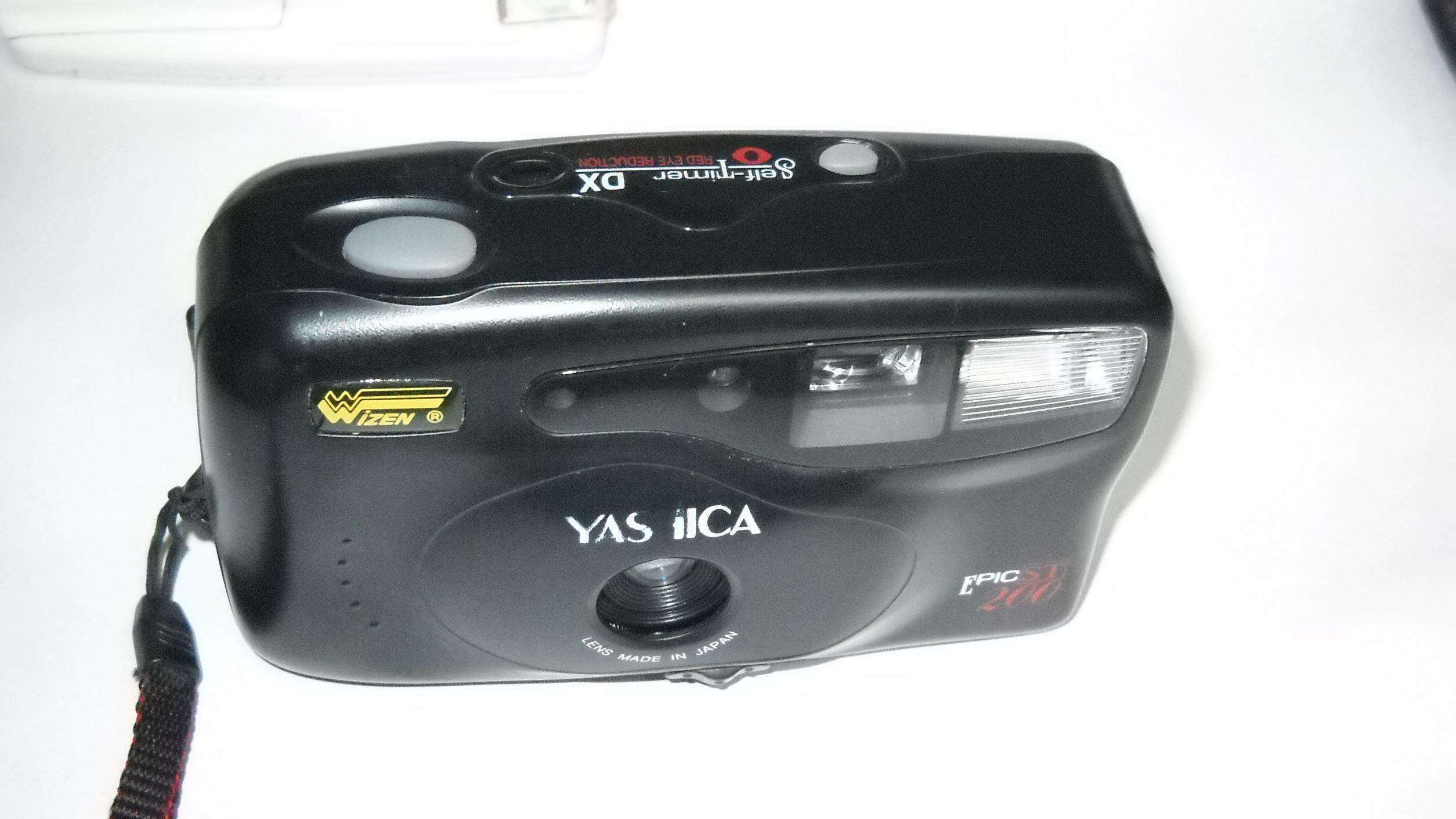
Máy ảnh Yashica Wizen Epic ST200 với hệ thống chống mắt đỏ và hẹn giờ

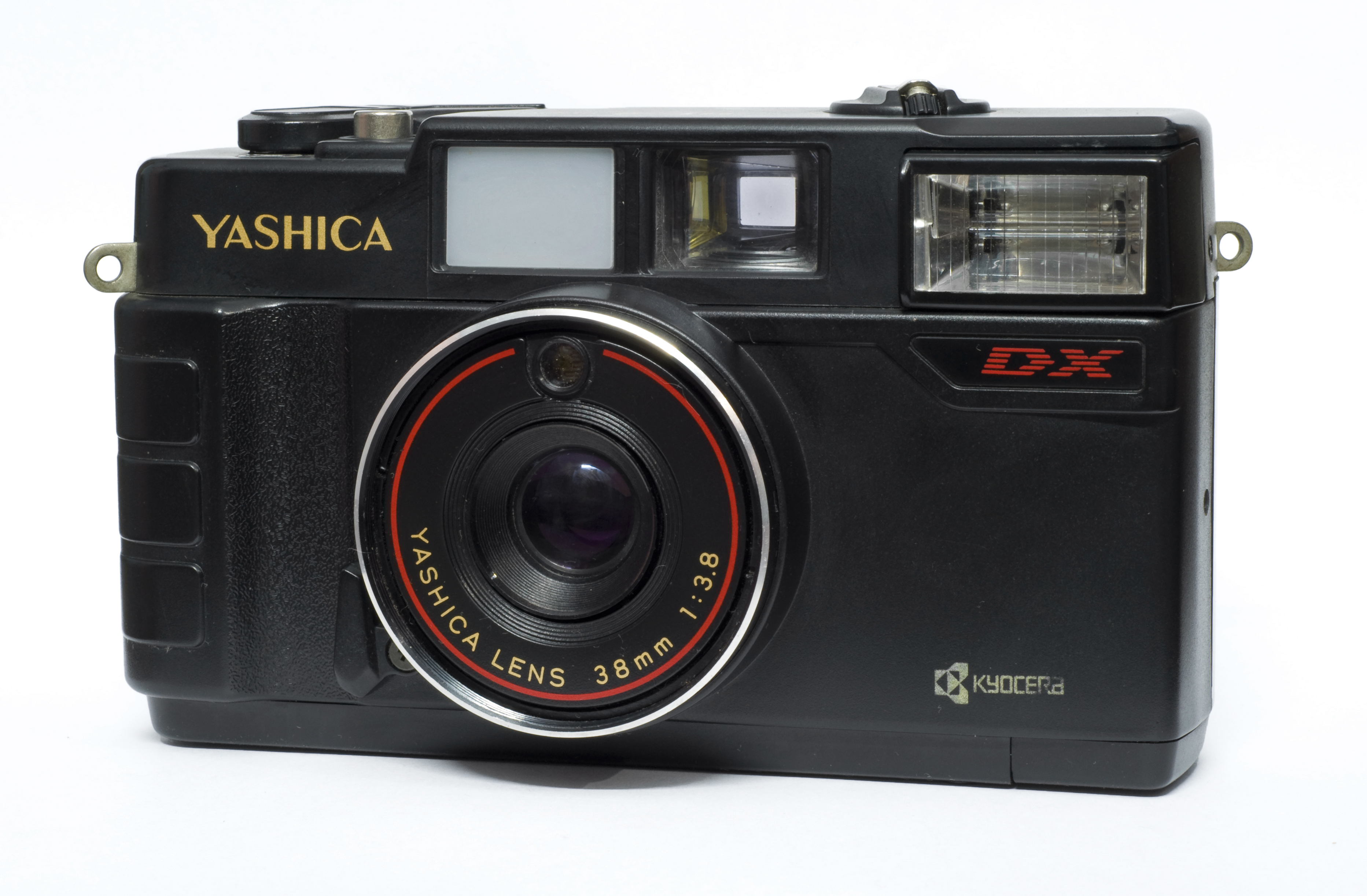
Máy ảnh Yashica MF-2 super

| - Yashica AF-J - Yashica AF-J 2 - Yashica auto focus - Yashica auto focus motor - Yashica auto focus motor D - Yashica Auto Focus Motor II - Yashica LAF - Yashica Lynx - Yashica MF-2 - Yashica MF-2 super - Yashica MF-3 - Yashica MF-3 super - Yashica 35-ME | - Yashica 35-MF - Yashica MG-2 AutoFlash - Yashica Motor J - Yashica Partner - Yashica Partner AF - Yashica T - Yashica T-Zoom / T4 Zoom / Kyocera T-Zoom - Yashica T2 / Kyocera T - Yashica T3 / Kyocera T Scope - Yashica T3 Super / Kyocera T Scope2 - Yashica T4 / T4 (Safari Edition) - Yashica T4D / Kyocera Slim T / Slim T (Safari Edition) - Yashica T4 Super / T5 - Yashica T4 Super D / T5D / Kyocera T Proof |

### Máy ảnh bỏ túi kỹ thuật số
- Kyocera DA-1 (1996)
- Yashica KC-350 (1997)
- Yashica KC-600 (1997)
- Kyocera VP-110 CMOS Camera (1997)
- Yashica Samurai 1300DG (1998)
- Yashica Samurai 2100DG (1999)
- Yashica Y35 digiFilm (2018)

### Máy quay phim 8mm
- Yashica Super YXL-1,1
- Yashica Super YXL-100
- Yashica Super-40k
- Yashica Super-50
- Yashica U-Matic Super 8
- Yashica Nicca Super 30 Electronic
- Yashica Super 8 10